# Кавагути (город)
Кавагу́ти (яп. 川口市 Кавагути-си) — Центральный город в Японии, находящийся в префектуре Сайтама. Площадь города составляет 61,97 км², население — 570 497 человек (1 августа 2014), плотность населения — 9206,02 чел./км².

## Географическое положение
Город расположен на острове Хонсю в префектуре Сайтама региона Канто. С ним граничат города Сайтама (яп. さいたま市), Косигая (яп. 越谷市), Сока (яп. 草加市), Тода (яп. 戸田市), Хатогая (яп. 旧鳩ヶ谷市), Вараби (яп. 蕨市).
Кавагути включил Хатогая в 2011.

## Население
Население города составляет 570 497 человек (1 августа 2014), а плотность — 9206,02 чел./км². Изменение численности населения с 1980 по 2005 годы:
| 1980 | 379 360 чел. |  |
| 1985 | 403 015 чел. |  |
| 1990 | 438 680 чел. |  |
| 1995 | 448 854 чел. |  |
| 2000 | 460 027 чел. |  |
| 2005 | 480 079 чел. |  |

## Символика
Деревом города считается камелия сасанква, цветком — Leucolirion.

## Экономика
- Металлургические заводы